# Vestidas de azul (sèrie de televisió)
Vestidas de azul és una sèrie web espanyola produïda per Atresmedia. La sèrie es va estrenar el 2023 i va servir com a seqüela de la sèrie Veneno. La sèrie està inspirada en el llibre homònim de Valeria Vegas.

## Sinopsi
La sèrie seguirà les travesses de Valeria Vegas després de la mort de Cristina La Veneno. Valeria es posarà a buscar les protagonistes d'un antic documental, titulat Vestida de azul
, que narrava la vida de sis dones trans dels anys posteriors al franquisme, buscant recuperar la història d'uns referents que han caigut a l'oblit.

## Repartiment
| Actor/Actriu         | Personatge     |
| -------------------- | -------------- |
| Lola Rodríguez       | Valeria Vegas  |
| Paca La Piraña       | Paca La Piraña |
| Juani Ruiz           | Juani Ruiz     |
| Alex Saint           | Sacha          |
| Goya Toledo          | Lola           |
| Ángeles Ortega       | Manola         |
| Desirée Vogue        | Bienvenida     |
| Rossa Ceballos       | Loren          |
| Bimba Farelo         |                |
| Chloe Santiago       | Tamara         |
| Geena Román          | Eva            |
| Alma Gormedino       | Josette        |
| Penélope Guerrero    | Nacha          |
| Keyla Òdena          | Renée          |
| Susana Abaitua       |                |
| Juriji der Klee      |                |
| Estrella Xtravaganza |                |
| Elena Irureta        |                |
| Luis Callejo         |                |
| Mercedes Sampietro   |                |
| Anabel Alonso        |                |
| Pedro Casablanc      |                |
| Llum Barrera         |                |
| Xoán Fórneas         |                |
| Héctor Juezas        |                |
| Malena Gracia        |                |
| Clara Sans           |                |